# Coxobolellus
Coxobolellus — рід двопарноногих багатоніжок родини Pseudospirobolellidae. Включає 10 видів, що описані у 2020 році. Представники роду поширені в Таїланді. Трапляються, в основному, під лісовою підстилкою. Іноді екземпляри можна знайти всередині гнилого дерева або на деревах.

## Види
- Coxobolellus albiceps Pimvichai, Enghoff, Panha & Backeljau, 2020
- Coxobolellus compactogonus Pimvichai, Enghoff, Panha & Backeljau, 2020
- Coxobolellus fuscus Pimvichai, Enghoff, Panha & Backeljau, 2020
- Coxobolellus nodosus Pimvichai, Enghoff, Panha & Backeljau, 2020
- Coxobolellus serratus Pimvichai, Enghoff, Panha & Backeljau, 2020
- Coxobolellus simplex Pimvichai, Enghoff, Panha & Backeljau, 2020
- Coxobolellus tenebris Pimvichai, Enghoff, Panha & Backeljau, 2020
- Coxobolellus tigris Pimvichai, Enghoff, Panha & Backeljau, 2020
- Coxobolellus transversalis Pimvichai, Enghoff, Panha & Backeljau, 2020
- Coxobolellus valvatus Pimvichai, Enghoff, Panha & Backeljau, 2020